# 幽霊はここにいる
『幽霊はここにいる』（ゆうれいはここにいる）は、安部公房の戯曲。3幕18場から成る。安部の前期演劇の頂点をなす作品である。戦友の幽霊が見えるという不思議な男と出会った中年男が、「死人の写真 高価買います」というビラを町中に貼って始めた珍商売の喜劇的物語。ユニークな状況設定と通行人をミュージカル風コーラスに使うなど、シュールな手法を駆使した諷刺と幻想のドラマ構成で、幽霊商売が巻き起こす町の混乱がリズミカルに描かれている。
1958年（昭和33年）、白水社雑誌『新劇』8月号に掲載された。同年6月23日に田中邦衛主演により俳優座劇場で初演され、第5回（1958年度）岸田演劇賞受賞。単行本は翌年1959年（昭和34年）6月15日に新潮社より刊行された。翻訳版もドナルド・キーン訳（英題：The Ghost is Here）をはじめ各国で行われ、東ドイツ、ルーマニア、モスクワなど海外各国でも上演されている。

## 作品成立・主題
安部公房は、『幽霊はここにいる』の成り立ちについて、「幽霊という観念、というか、観念としての幽霊というか――それがだんだんつきつめられていって、ひどく物質的な幽霊になった」とし、現代の世の中の動きが、すべて「商品価値というものに解消していく」状況に触れつつ、そういう動向のなかに、はまり込んだ幽霊、つまり「実体のない純粋な商品」のことだと説明し、「じつにナンセンスな世界だが、これが現実でね。そこから人間が結局はのがれていないんだということを、一度洗いだして客観視してみようということでね」と説明し、以下のように語っている。
また、通行人をコーラスに使っている点については、「物体としてのリズムみたいなもの」が頭にあり、ミュージカルらしくないミュージカルというものを意識したと述べている。
さらに安部は、作品内で活躍するのは必ずしも一人だけの幽霊ではないことが分ってもらえるだろうとし、その無数の様々な種類の幽霊たちが、各人の思惑でそれぞれに活躍する様相は、実際この世が、「無数の幽霊たちで充満している」という意味だと説明し、しかし「素朴な合理主義者たち」は、それを〈正体みたり枯尾花〉などと言って、幽霊を軽蔑することを例にとりつつ、「枯尾花はけっして幽霊の正体ではない。樹氷のシンが木の枝であっても、木の枝はけっして樹氷の正体ではないように、枯尾花も幽霊の単なるシンにすぎないのである。幽霊の正体は、もっと複雑なものだ」と主張し、作品主題の〈幽霊〉について以下のように語っている。
演出を担当した千田是也は、芝居の仕組について、「はじめ幽霊というものが歴史的、人間的な意味をもっていたのに、そういう実体的なものが希薄になって、商品としての機能の方がどんどん膨らんでしまう」と述べている。安部はそれを敷衍し、登場人物の深川の空想の中において、「幽霊が意外にリアリスティックな欲望を持っていく」という点に、「人間と人間の関係、どっちが先かという問題の暗示」、「関係のない人間はいない」ということがうまく芝居に出ればいいとし、人間関係の作り出す幽霊の変質、実体がなくなりながら力だけが強くなってゆくという風に、「幻想を再生産する力」を幽霊がもっていると説明しながら、以下のように語っている。
なお、『幽霊はここにいる』は、1957年（昭和32年）5月頃に執筆された未発表小説『人間修行』と、同年12月頃にそれを戯曲化した未発表戯曲『仮題・人間修行』（メモ）を発展させた作品であるという見方もある。

## 「安部公房をはげます会」発足
『幽霊はここにいる』の上演を機に、「安部公房をはげます会」が発足された。「安部公房をはげます会」は、1958年（昭和33年）7月15日に草月会館で開かれ、司会は尾崎宏次、参加者は、石川淳、三島由紀夫、林達夫、勅使河原蒼風、土方与志、市村俊幸、花田清輝、十返肇、岡本太郎、開高健、武田泰淳、中野重治、内村直也、野間宏、草笛光子、山本薩夫、山下肇、フランキー堺、小林トシ子、勅使河原宏、芥川比呂志、芥川也寸志、朝倉摂、佐多稲子、佐々木基一、宮城まり子、三和完児、椎名麟三、千田是也、など50余名が集まった

## あらすじ
訳あって、ある橋の下で浮浪生活をしていた元詐欺師の大庭三吉は、友の幽霊が見え会話ができるという不思議な男・深川啓介と出会った。深川は、傍らにいる戦友の幽霊の身許を捜していた。幽霊は昔のことは何にも憶えていないのだという。その話から金儲けの食指が動いた大庭は、さっそく深川を連れて、家族のいる海沿いの町・北浜市へ舞い戻って来た。大庭の帰郷を聞きつけた地元新聞社の鳥居弟や選挙が近い市長らは慌てた。彼らは昔、或る偽証事件で大庭と関わりがあり、弱味があったからだった。人殺しの嫌疑のあった大庭は事件のほとぼりがさめるまでの1年間、町を出る約束を鳥居弟とし、そのまま8年間行方をくらましていたのだった。鳥居弟は部下の箱山記者に大庭の動きを見張らせた。
8年ぶりの妻・トシエと娘・ミサコとの再会も早々に大庭は深川と共に、「死人の写真 高価買います」というビラを町中に貼った。深川によると、彼自身には友一人の幽霊しか見えないが、他にも多数の幽霊たちが後をついて来ているのだという。さっそく翌日、死んだ義弟の写真を売りに市民A（主婦）が来た。大庭は死人の特徴を示す「身の上調査票」を客に書かせ、金は1週間後に現金で払う約束の「写真預り証」だけ渡した。そんな調子で集めた写真と幽霊たちを照合する会も夜に行なわれ、深川は幽霊一人一人の戸籍のようなものを作り出した。スパイをしているところを見つかった記者の箱山はその会に同席し、宣伝記事を書くことを約束させられた。
「家なき幽霊に、愛の手を！」という見出しの新聞記事で幽霊騒動はラジオも取材申し込みに来るほどの反響を呼んだ。義弟の幽霊が戻ってくるとまずいことになる市民Aが写真を取り返しに来たが、大庭は逆に高値で買わせた。しだいに写真買取の周旋屋が町だけでも百人以上となり、あちこちで写真泥棒も出た。写真を盗まれた遺族が大庭の店へ買戻しに来たり、その他にも幽霊講演依頼や探偵依頼、身の上相談、病気治療など幽霊商法は大繁盛となった。大庭は市長や鳥居兄弟らを理事にした「幽霊後援会」を設立させた。そんな折、死んで幽霊になった後の言伝まで遺書に書き、実験的に崖から飛び降り自殺する男まで現われた。大庭はそれをヒントに幽霊保険や幽霊服のアイデアが浮ぶが、記者の箱山は大庭や鳥居らに、「幽霊なんて、いやしない」と苦言をさした。箱山は新聞社を首になった。
自ら幽霊後援会の二代目会長となった幽霊は、ラジオの生放送中に次は市長になりたいと意思表示し、大庭の娘・ミサコと結婚したいとまで言い出した。いやがるミサコは人殺しの目撃者の件で父親を脅迫した。困った大庭と市長は幽霊服のファッションモデルの女に幽霊を誘惑させようとした。そこへ吉田という名字の老婆（深川の母親）と、本物の深川啓介がやって来た。戦友の幽霊は生きていたのだった。自分が深川だと思っている吉田は、戦時中の南方のジャングルで自分のせいで戦友（深川）が死んでしまったのだと思い込んでいたのだった。飢餓状態のジャングルで精神的に混乱し苦しんだ吉田は、頭の中で本物の深川と自分を入れ替えて記憶したまま戦後を迎え、その後、精神病院から飛び出していたのだった。その話を本物の深川から聞いた吉田は、鏡を見せてくれとミサコに頼んで自分の顔をまじまじと見つめた。
自分が吉田で、戦友が深川であることを認識した吉田の傍らから幽霊が消えた。幽霊がいなくなり慌てる一同に、「呼ばなくたって、ここにいるよ。幽霊はここにいる」と本物の深川が言った。本当は幽霊と離れたかった深川（吉田）と、深川が幽霊から解放されることを願っていたミサコはお互い気持が通じ合い、本物の深川や、互いの親たちと一緒に幽霊会館から出て行った。幽霊がいなくなり、大庭に見捨てられた鳥居兄弟と市長らは怒るが、モデル女の、「どうせはじめっから、いやしなかったんでしょう。…いることにすりゃいいんでしょう？」という言葉で活気づき、そのまま幽霊商売を続け出した。そのことを箱山は大庭たちに教え、目撃者の件で市長たちをひっくり返せばいいと正義ぶるが、大庭の妻・トシエは、幽霊後援会の理事は夫だと居直った。トシエは、実は自分が目撃者だったことを夫にバラし、「あんたも幽霊が見えることにしちゃったらいいじゃないの」と、幽霊商売を続けることを勧めた。元気になった大庭は、金縁の老眼鏡をかけた海坊主みたいな幽霊さんが見えると言い、トシエと一緒に、「幽霊が見える、見える」と町でふれ歩く。

## 登場人物
深川啓介
32、3歳の見るからに貧相な男。いつも幽霊を連れている。鏡を見るのを嫌がる。独身。アスピリンを常用。元上等兵。深川は戦争中、南方のジャングルで戦友と二人だけとなり、飢餓状態の中、残された一つの水筒をめぐりジャンケンで勝った方が飲むことになった。深川はジャンケンに負けたが、勝った友達は水筒を持ち去らずにそこで気が狂ってしまった。深川は彼をそこに残したまま水筒をもらって立ち去ってしまったのだという。深川の本当の名は吉田。
大庭三吉
55歳。元詐欺師。髪がうすくコールマン髭を生やしている。出っ尻でらっきょう頭。戦争中は万年一等兵。カタリ。食用ネズミの飼育場建設事件という、夜逃げした市会議員もいた8年前の偽証事件で殺人の嫌疑をかけられていた。大庭が鳴らしたおもちゃのピストルの音で、吉野という心臓の悪い老人の市会議員が発作を起こし死亡していた。死んだ吉野の風体は、食パンみたいに真ん中のくびれたヤカン頭で金縁の老眼鏡をかけた、海坊主みたいに肥った65、6歳の男。
大庭ミサコ
23歳。大庭三吉の娘。8年前に父親が家出した時は15歳。母親と一緒に崖近くの見すぼらしい家で、「ヒカリ電気商会」という代理店をやっている。深川の傍らの幽霊に好意をもたれるが、生きている人間（深川）を翻弄する幽霊をわがまますぎると考える。深川に好意をもつ。
大庭トシエ
大庭三吉の妻。情のこまかい新潟出身の女。8年前の事件で、夫がピストルを鳴らし吉野が心臓発作で死亡したのを目撃していた人物を知っていると夫に言うが、実は自分が目撃者。夫の幽霊商売が繁盛しだすと協力的になる。
鳥居弟
「北浜新報」の社長。8年間の偽証事件で大庭と関わりがある。吉野が死んだ時の目撃者がいると大庭に脅され、箱山の取材した幽霊記事を新聞掲載することを承諾する。
箱山義一
「北浜新報」の社員。地元出身の人間ではない。深川の幽霊話を信じず、深川の幻影だと思っている。新聞社を首になった後、鳥居や大庭の関わる事件についての実話小説を書きはじめる。田舎暮らしに退屈し東京へ進出を考え、反市長派の市会議員とつるむ。
久保田（市長）
北浜市長。鳥居兄弟と同じく大庭に弱味を握られている。選挙を控え、スキャンダルを恐れる。大庭の幽霊商売が繁盛し、幽霊後援会の会長となる。北浜市を日本全国の幽霊総本山にするという大庭におだてられ、県会議員や代議士の夢をみる。
鳥居兄
金融業者。大庭に弱味を握られている。幽霊保険の事業を担当する。
竹村（まる竹）
市一番の土建屋。田舎紳士風。鳥居兄弟と久保田市長の仲間。幽霊会館の建設工事に喜ぶ。見張りの腕っぷしの強い連中をすぐ呼べる。
吉田
老婆。深川の母親。深川の本名は吉田。
本物の深川
生きていた深川の戦友。名前は深川啓介。南方のジャングルで一つしかない水筒の賭けに勝ってしまい狂ったのは、実は深川（吉田）だった。そして吉田を連れてジャングルを出た本物の深川と一緒に二人は捕虜として捕まり終戦となった。その後、自分だけ生き残ったと思い苦しんだ吉田は、頭の中で本物の深川と自分を入れ替えて記憶してしまう。吉田は精神病院から逃げて大庭と知り合う。
男のファッション・モデル
幽霊服のモデル。
女のファッション・モデル
幽霊服のモデル。ミス北浜。甘え声。市長や大庭らに依頼され、幽霊を誘惑しようと踊る。
市民A
主婦。お客第一号。死んだ義弟の写真を売りに来るが、後から取り返しに来て高値で買わされる。自分の損を取戻すために、他人のアルバムを盗む。
市民B
主婦。「家なき幽霊に、愛の手を！」という記事を読み、戦死した妹の亭主の写真を送らせようと考える。家族の年寄りのリウマチの幽霊治療を依頼する。
市民C
女。大庭の死人写真買取の周旋屋の許可をもらいに来る。権利金まで払って周旋屋になる。自分自身も幽霊マッサージ治療を受ける。
市民D
中年男。大庭とは知り合い。帰ってきた大庭の噂や昔の事件の噂をする。「家なき幽霊に、愛の手を！」という記事を読み、鳥居の新聞もアカにかぶれたとつぶやく反共の元少佐。ボール箱工場を営む。工場職人の中のアカを、幽霊に透視してもらう。市民Aに軍人時代の記念のアルバム写真を盗まれる。
市民E
男。帰ってきた大庭の噂や昔の事件の噂をする。幽霊で町が盛上り、写真屋を始める。
市民F
日本宗教家連盟の男。幽霊の講演を依頼する。
市民G
人夫。大庭の家の引越し荷物を運ぶ。

## 作品評価・解釈
清水邦夫は、『幽霊はここにいる』に登場する「幽霊そのもの」が何を意味するか、という「象徴主義的な」捉え方はナンセンスで、そういった「哲学的価値判断」の観点は作品そのものへのアプローチをすでに最初から間違えてしまうことになるとし、『幽霊はここにいる』は、そういう判断がずっと背後に押しやられた世界だと解説している。そしてそこが単なる「諷刺劇」と大きく違うところで、「安部公房が常に目ざす、実在物のような顔をして日常の中をうろついている（非実在物）の姿をあばき出す作業の優れた有効性を示すところ」だと説明し、そういった「実在物のような顔をしている非実在物の発見」は、「今日の状況の複雑な相」を新しいユニークな視点からいくつも重ね合せて衝突させるところからなされるものであり、その内容は、「思いもかけぬ出会いに満ち満ちた巨大な“迷路”としかいいようのない、そら恐ろしいもの懐深いもの」に思えると評している。
高橋信良は、『幽霊はここにいる』の元となったとされる小説『人間修行』や未発表戯曲『仮題・人間修行』と比較し、元作品では幽霊が実体を持ち、観客や読者の「感情移入の対象」となっているのに対し、『幽霊はここにいる』の幽霊には「ブレヒト的な異化効果」が機能しているとし、観客を「何者にも同化させない効果」として、論理的な人物（ミサコ）が重要な役割を果たし、唯一、幽霊が見えていた深川も、「幽霊のおかげで論理的にならざるをえない」人物であり、深川（実は吉田）は、「観客の代わりに幽霊の論理化を試みる」存在だと説明している。そして高橋は、安部公房自身が〈幽霊たちの事業が、ますます繁栄を約束されたところで、幕になるのである。幕がおりた瞬間、舞台と観客とは、完全に逆な方向をむいている〉と語っている構図を鑑みながら、「深川にとっての幽霊は、論理化されて消滅することで、枯尾花となってしまう。しかし、深川が観客という存在のパロディ的役割を果たすとき、枯尾花でない〈幽霊より強い幽霊〉は消滅しない」と解説している。

## おもな公演
- 初演『幽霊はここにいる』 俳優座第44回公演
  - 1958年（昭和33年）6月23日 - 7月22日 六本木・俳優座劇場
  - 演出：千田是也。美術：安部真知。照明：穴沢喜美男。音楽：黛敏郎。効果：中村準一。振付：栗山昌良。舞台監督：河盛成夫。
  - 出演：田中邦衛（深川啓介）、三島雅夫（大庭三吉）、秋好光果（娘・大庭ミサコ）、岸輝子（妻・大庭トシエ）、袋正（箱山義一）、矢野宣（久保田）、山本清（鳥居兄）、関口銀三（鳥居弟）、浜田寅彦（竹村・まる竹）、三戸部スエ（深川の母・吉田）、山崎直樹（本物の深川）、川口敦子、中村たつ（ファッションモデル・女）、佐伯宰、近藤洋介（ファッションモデル・男）、菅井きん（市民A）、野村昭子（市民B）、尾瀬俊子（市民C）、横森久（市民D）、中野伸逸（市民E）、福田豊土（市民F）、井川比佐志（市民G）
  - ※ 第5回岸田演劇賞受賞（安部公房）。毎日演劇演出賞・週刊読売演劇演出賞受賞（千田是也）。音楽賞受賞（黛敏郎）、週刊読売演劇演技賞受賞（三島雅夫）、テアトロン賞受賞（俳優座）。
- 再演『幽霊はここにいる』
  - 1959年（昭和34年）5月3日 静岡・三島市公会堂、5月7日 - 9日 神戸国際会館、5月11日 - 24日 大阪・朝日会館、

5月25日 - 29日 京都・弥栄会館、5月30日 名古屋・文化会館、6月1日 - 9日 六本木・俳優座劇場
  - スタッフ・配役は初演と同じ。
- 改訂版『幽霊はここにいる』 俳優座第97回公演
  - 1970年（昭和45年）3月2日 - 4日、15日 - 23日 六本木・俳優座劇場、3月9日 - 14日 平河町・都市センターホール、

3月24日 - 28日 日本青年館、4月9日 - 11日 神戸国際会館、4月13日 - 22日 大阪・毎日ホール、4月23日 - 28日 京都会館
  - 演出：千田是也。美術：安部真知。照明：秋本道男。音楽：黛敏郎。振付：竹邑類。効果：田村悳。衣裳：河盛成夫。舞台監督：田才益夫。
  - 出演：田中邦衛（深川啓介）、三島雅夫（大庭三吉）、榎本みつえ（大庭ミサコ）、岸輝子（大庭トシエ）、中吉卓郎（箱山義一）、仲野力永（久保田）、山本清（鳥居兄）、関口銀三（鳥居弟）、橋本功（竹村・まる竹）、川上夏代（吉田）、児玉泰次（本物の深川）、佐藤和男（市民A、人夫2）、新克利（市民B、ファッションモデル）、谷育子（市民C）、新田勝江（市民D、ファッションモデル）、青山眉子（市民E）、加村赳雄（市民F）、檜よしえ（モデル嬢）、赤沢亜沙子（宣伝カーのアナウンサー、ファッションモデル）、立花一男（幽霊会館の事務員、人夫1）、中寛三（ファッションモデル）
- 喜劇シリーズ5『幽霊はここにいる』 第8回紀伊國屋演劇公演・安部公房スタジオ本公演
  - 1975年（昭和50年）11月4日 - 12月14日 紀伊國屋ホール
  - 演出：安部公房。美術：安部真知。照明：河野竜夫。音楽：黛敏郎。効果：田村悳。振付：マリー・ジーン・カウエル。舞台監督：竿乙女初穂。ファッション・ショー：森英恵。制作：紀伊國屋書店。制作協力：安部公房スタジオ。
  - 出演：佐藤正文（深川啓介）、井川比佐志（大庭三吉）、山口果林（大庭ミサコ）、大西加代子（大庭トシエ）、宮沢譲治（箱山義一、ファッションモデル）、岩浅豊明（市長）、伊藤裕平（鳥居）、田中邦衛（まる竹、市民A）、大谷直（老婆、市民H）、風間亘（本物の深川、ファッションモデル、人夫）、川喜田正器（ファッションモデル、市民C、会館従業員2）、条文子（ファッションモデル、市民D）、大島洋子（ファッションモデル、市民G、アナウンサー）、寺田純子（ファッションモデル、市民E）、丸山善司（市民B、カメラマン、会館従業員1）、八幡いずみ（市民F）、
  - ※ 登場人物の鳥居兄と弟が一人に設定されるなど、一部改訂されて上演。
- 『幽霊はここにいる』 新国立劇場公演
  - 1998年（平成10年）5月12日 - 31日 新国立劇場 中劇場
  - 演出・美術：串田和美。照明：ブリュノ・グベール。衣装：ワダエミ。音楽：朝比奈尚行。音響：渡邉邦男。舞台監督：大垣敏朗。技術監督：眞野純。芸術監督：渡辺浩子。
  - 出演：上杉祥三（深川啓介）、串田和美（大庭三吉）、馬渕英里何（大庭ミサコ）、小川真由美（大庭トシエ）、小日向文世（箱山義一）、ロラン・レヴィ（市長）、森山潤久（鳥居兄）、福井貴一（鳥居弟）、ヤン・ウンゲル（まる竹）、リンダ・カー・スコット（老婆）、張春祥（本物の深川）、ローズ・キーガン（ファッションモデル）、徳永邦治（市民）、エヴァ・アギリアーノ（市民）、朝比奈尚行（市民）、大坂結城（市民）、大橋康行（市民）、小川摩利子（市民）、国広和毅（市民）
- 『幽霊はここにいる』 KOKAMI@network公演
  - 2002年（平成14年）5月9日 - 6月1日 紀伊國屋サザンシアター、6月7日 - 9日 大阪・近鉄劇場
  - 演出：鴻上尚史。
  - 出演：池乃めだか（大庭三吉）、北村有起哉（深川啓介）、橋本じゅん（箱山義一）、西牟田恵（大庭ミサコ）、木野花（大庭トシエ）、谷原章介（男）、中川雅子（老婆）、岡田忠（市長）、玉井聡（鳥居兄）、古川悦史（鳥居弟）、林和義（まる竹）、花井京乃助（市民A）、佐瀬弘幸（市民B）、中島陽子（市民C）、生方和代（市民D）、吉富亜希子（市民E）、巌大介（市民F）、中坪由起子（ファッションモデル・女）、太田緑（ファッションモデル、市民コーラス）、幽霊（姿は見えない）
- 『幽霊はここにいる』 劇団ハイリンド第4回公演
  - 2007年8月1日 - 5日 新宿・THEATER/TOPS
  - 演出：西沢栄治。舞台監督：井関景太。照明：五十嵐正夫。音響：高橋秀雄。舞台美術：向井登子。衣裳：阿部美千代。
  - 出演：伊原農、枝元萌、多根周作、はざまみゆき、浅井伸治、荒井志郎、内田尋子、小林高之、島村比呂樹、福田英和、村田一晃、森アキ、竹下ヨシユキ、鍋谷ナナオ
- パルコ・プロデュース2022『幽霊はここにいる』 
  - 2022年12月8日 - 26日 PARCO劇場、2023年1月11日 - 16日 森ノ宮ピロティホール
  - 演出：稲葉賀恵
  - 出演：神山智洋（ジャニーズWEST）（深川啓介）、木村了（箱山義一）、秋田汐梨（大庭ミサコ）、堀部圭亮（鳥居弟）、真那胡敬二（鳥居兄）、福本伸一（まる竹）、伊達暁（市長）、まりゑ（市民I/モデル嬢）、稲荷卓央（市民A）、山口翔悟（市民G/本物の深川）、名越志保（市民C）、白木美貴子（市民H/老婆）、竹口龍茶（市民F/人夫1）、長尾純子（市民D）、カズマ·スパーキン（市民B/人夫2）、友野翔太（市民J/モデルの男）、きばほのか（市民E）、田村たがめ（大庭トシエ）、八嶋智人（大庭三吉）
  - 楽士：西井夕紀子、日比彩湖
  - 幽霊：(姿は見えない)

## おもな刊行本
- 『幽霊はここにいる』（新潮社、1959年6月15日）
  - 装幀・挿絵：安部真知。
- 改訂版『幽霊はここにいる』（新潮社、1971年1月15日）
  - 装幀・挿絵：安部真知。
- 文庫版『幽霊はここにいる・どれい狩り』（新潮文庫、1971年7月15日）
  - カバー装画：安部真知。付録・解説：清水邦夫。
  - 収録作品：制服、どれい狩り、幽霊はここにいる
- 英文版『Three Plays by Kobo Abe』（英訳：ドナルド・キーン）（New York：Columbia University Press、1993年）
  - 収録作品：未必の故意（Involuntary Homicide）、緑色のストッキング（Green Stockings）、幽霊はここにいる（The Ghost is Here）